# Valle-di-Campoloro
Valle-di-Campoloro (korsisch E Valle di Campulori; italienisch Valle di Campoloro) ist eine Gemeinde auf der französischen Insel Korsika. Sie gehört zur Region Korsika, zum Département Haute-Corse, zum Arrondissement Corte und zum Kanton Castagniccia. 

## Geografie
Valle-di-Campoloro liegt in der Castagniccia auf ungefähr 250 Metern über dem Meeresspiegel und grenzt im Osten an das Tyrrhenische Meer. Die Nachbargemeinden sind Santa-Maria-Poggio im Norden, Santa-Reparata-di-Moriani im Nordwesten, Sant’Andréa-di-Cotone im Südwesten und Cervione im Süden.

## Bevölkerungsentwicklung
| Jahr      | 1962 | 1968 | 1975 | 1982 | 1990 | 1999 | 2008 | 2017 |
| --------- | ---- | ---- | ---- | ---- | ---- | ---- | ---- | ---- |
| Einwohner | 171  | 146  | 163  | 174  | 253  | 263  | 300  | 344  |

## Sehenswürdigkeiten
Die Kirche Santa Cristina stammt aus vorromanischer Zeit im 9. Jahrhundert. Sie zeichnet sich durch ihre Fresken von 1473 aus.

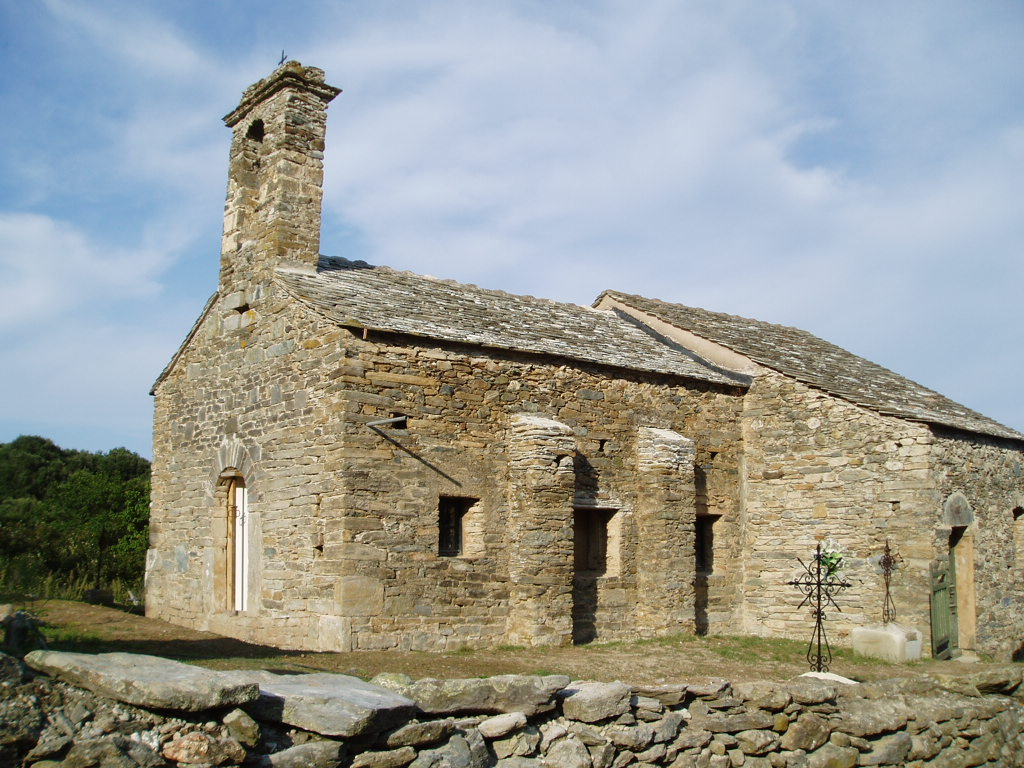
Kapelle Santa Cristina